# 阿美族民俗中心
23°01′08.2″N 121°19′27.9″E / 23.018944°N 121.324417°E

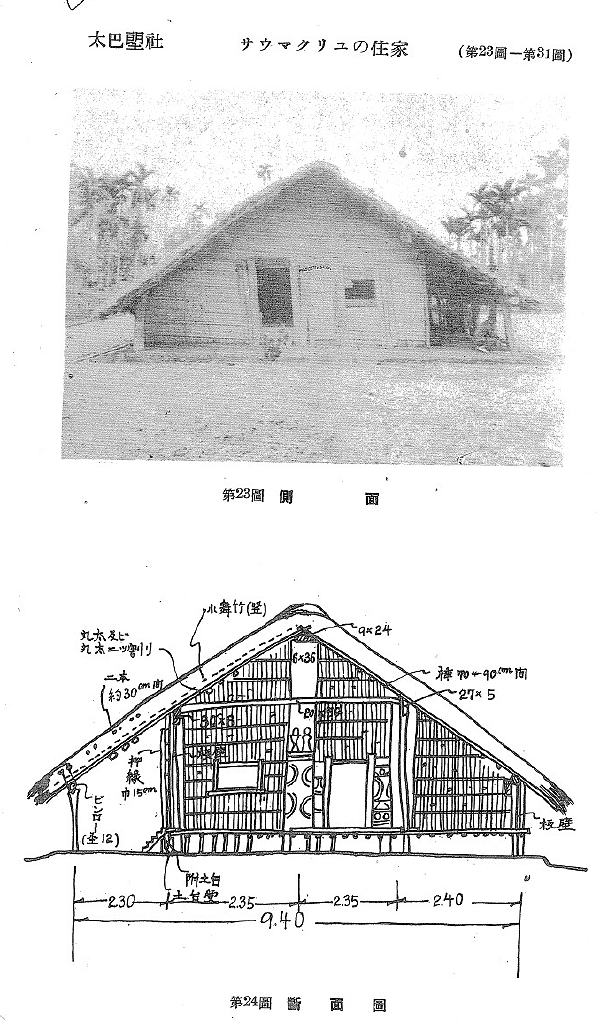
千千岩助太郎1943年手繪草圖

阿美族民俗中心，是一座位在台東縣成功鎮的民俗文化中心，其主題為介紹阿美族的傳統文化。建築在1995年興建完成並開放參觀，佔地約2公頃。其主建築參照自千千岩助太郎於1943年手繪的花蓮縣阿美族祭屋及家屋草圖，另設有手工藝品展示室與戶外表演廣場與看臺，看臺最多可容納2000名觀眾，該中心常態性提供阿美族傳統歌舞表演等服務，鄰近部落為都歷部落。

## 外部連結
- 阿美族民俗中心-交通部觀光局 （页面存档备份，存于）